# Casanova Lerrone
Casanova Lerrone es una localidad y comune italiana de la provincia de Savona, región de Liguria, con 805 habitantes.

## Evolución demográfica
| Gráfica de evolución demográfica de Casanova Lerrone entre 1861 y 2001 |
|                                                                        |
| Fuente ISTAT - elaboración gráfica de Wikipedia                        |